# Americana (música)
L'americana és un gènere musical basat en la música tradicional dels Estats Units i fusionat amb elements o punts de vista més actuals. Incorpora elements del folk, rock, country-blues, bluegrass o hillbilly, country alternatiu o rockabilly.

## Artistes d'americana
Alguns artistes considerats en el gènere:
- Alison Krauss[2]
- Band of Horses
- Bellwether
- Billy Bragg[3]
- Bob Dylan[4]
- Brown Bird
- The Decemberists
- Doc Watson
- Emmylou Harris
- Fleet Foxes
- George Ezra
- Gram Parsons
- Grateful Dead[5][6][7]
- Greg Graffin
- The Jayhawks
- J. J. Cale
- John Fogerty[8]
- Johnny Cash[3]
- Judy Collins
- The Mavericks[9]
- Lana Del Rey
- Leon Russell
- Levon Helm[2]
- Lucinda Williams[10]
- The Lumineers
- Mary Chapin Carpenter
- Mike Ness
- Mumford & Sons
- Neil Young[10]
- Pete Seeger[11]
- Robert Plant
- Ry Cooder
- Social Distortion
- Van Morrison[3]
- Wilco
- Willie Nelson